# Porthilly
Porthilly – wieś w Anglii, w Kornwalii. Leży 65 km na północny wschód od miasta Penzance i 352 km na zachód od Londynu.